# Período Nara

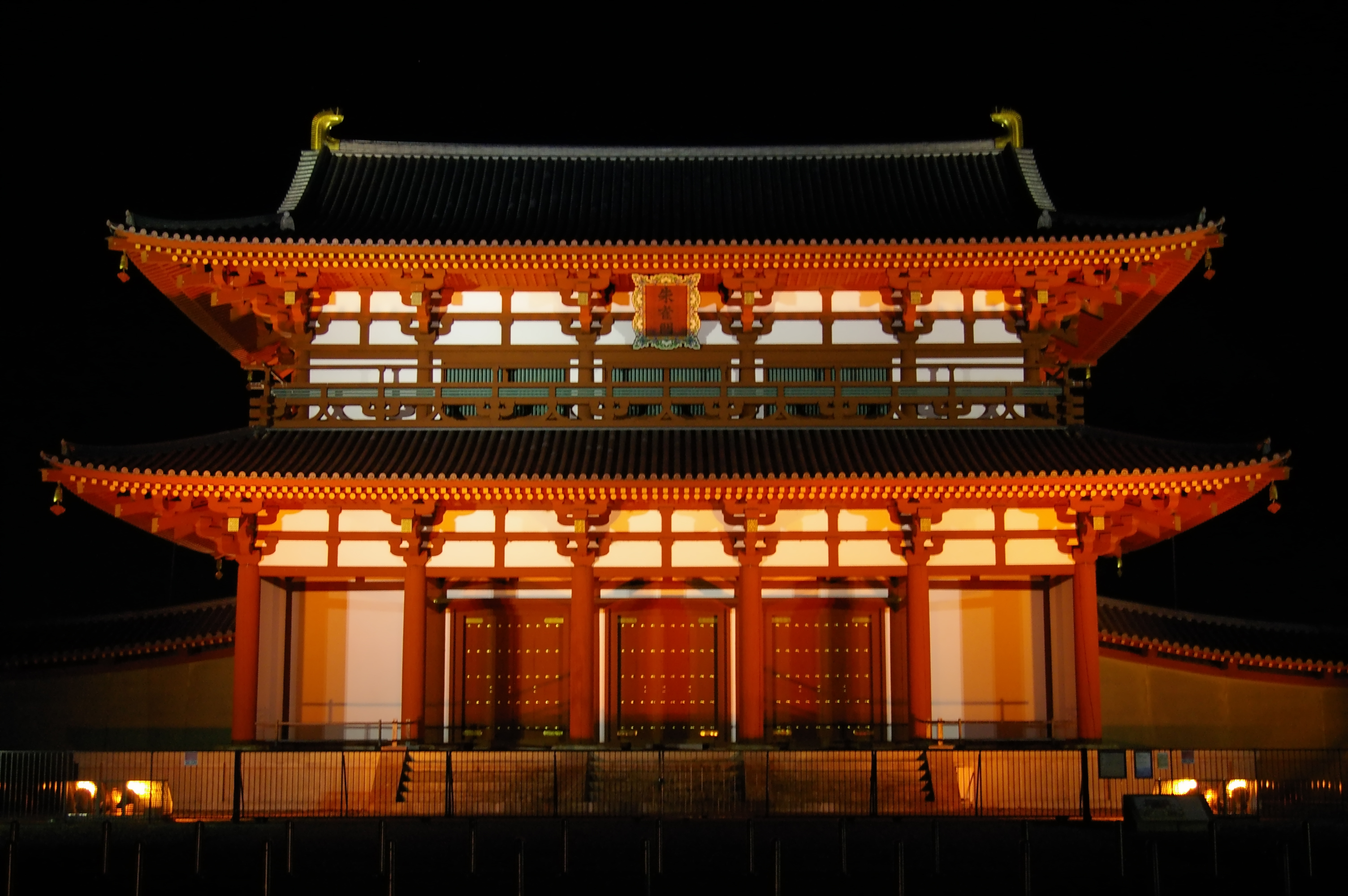
Heijō-kyō, capital de Japón durante el período Nara.

El período Nara (奈良時代 Nara-jidai?), dentro de la historia japonesa, abarca los años 710 hasta el 794 y sucedió al período Asuka. Se inicia cuando la Emperatriz Genmei estableció la capital del país en el palacio de Heijō-kyō, en la actual ciudad de Nara. A excepción de cinco años (entre el 740 y 745), cuando la capital se trasladó nuevamente, permaneció como el centro de la civilización japonesa hasta que el emperador Kanmu estableció una nueva capital en Heian-kyō (平安京, actualmente Kioto) en 794 y se iniciaría el período Heian.
Durante este período la mayor parte de la sociedad dependía de la agricultura y existían las villas. Muchos de los pobladores eran adeptos a la religión shinto. No obstante la capital Nara se transformó en una ciudad basada en la ciudad de Chang'an, capital de China durante la dinastía Tang. La clase alta japonesa asimiló la cultura china, adoptando el uso de caracteres chinos como sistema de escritura y que se convertirían en los actuales kanji japoneses y el asentamiento del budismo como religión en Japón.

## Desarrollos culturales
Algunas de las más representativas obras literarias de Japón fueron escritas durante el período Nara, incluyendo el Kojiki y el Nihon Shoki, las primeras recopilaciones históricas nacionales, recogidas en 712 y 720 respectivamente, el Man'yōshū ("Colección de las Diez Mil Hojas"), una antología de poemas, y el Kaifūsō ("Entrañables Recolecciones de Poesía"), una antología escrita en idioma chino por emperadores y príncipes japoneses.
Otro importante desarrollo cultural de la época fue el arraigamiento del budismo. El budismo fue introducido a través del monje coreano Baekje en el siglo VI, pero tuvo una recepción variante hasta el período Nara, cuando fue auténticamente abrazado por el Emperador Shōmu. Shōmu y su consorte de la familia Fujiwara fueron fervorosos budistas y promovieron activamente la propagación del budismo, haciéndole el “Guardián del Estado” y una forma de fortalecer las instituciones japonesas tomando como base las creencias religiosas de un vecino más poderoso y prestigiado como China.
Durante el reinado del Emperador Shōmu, la Tōdai-ji (literalmente "Gran Puerta de Oriente") fue construida, y en su interior fue colocado el Buda Dainichi (o "Gran Buda Sol"), una dorada estatua de bronce de dieciséis metros de altura. Este Buda fue identificado con la Diosa del Sol, por lo que un gradual sincretismo de budismo y sintoísmo se sucedió con los años. El emperador Shōmu se declaró “Siervo de los Tres Tesoros” del budismo: El Buda, la ley o enseñanzas del budismo, y la comunidad budista.
El gobierno central también erigió en las provincias templos llamados kokubunji. La Tōdai-ji fue el kokubunji de la provincia de Yamato (actualmente la prefectura de Nara).
Aunque estos esfuerzos de hacer del budismo la religión estatal se detuvieron abruptamente, el budismo de Nara elevó el estatus de la familia imperial. La influencia budista en la corte se incrementó bajo los dos reinados de la hija de Shōmu, quien como emperatriz Kōken (749-758), trajo muchos sacerdotes budistas a su corte. Kōken abdicó en 758 siguiendo el consejo de su primo, Fujiwara no Nakamaro. Cuando la emperatriz retirada regresó para favorecer a su curandero de fe budista llamado Dōkyō, Nakamaro se levantó en armas en 764 pero fue rápidamente reducido. Kōken reasumió el poder como emperatriz Shôtoku (764-770). 
La emperatriz comisionó la impresión de un millón de oraciones –los Hyakumanto Darani- de los cuales muchos ejemplos sobreviven. Los pequeños pergaminos datan de 770 y están entre los trabajos de impresión más tempranos en la historia de la humanidad. Shōtoku había impreso las oraciones para aplacar al clero budista, y ella pudo incluso haber querido hacer emperador a Dōkyō, pero este murió antes de poder actuar. Sus acciones conmovieron la sociedad de Nara y causó la exclusión de las mujeres de la sucesión imperial y la destitución de los sacerdotes budistas que poseían posiciones de autoridad política, regla que los Fujiwara continuaron desde entonces.
Muchos de las obras de arte japonesas y tesoros importados de otros países durante la era de los emperadores Shōmu y Shōtoku fueron archivados en el Shōsō-in (el gran museo-almacén)  del templo Tōdai-ji . Se han llamado tesoros Shōsō-in, e ilustran la cultura cosmopolita también conocida como cultura Tempyō. Los tesoros importados muestran la influencia cultural sobre Japón de varias zonas de la Ruta de la Seda, incluyendo China, Corea, India y el imperio islámico. 
También el Shōsō-in alberga más de 10 000 documentos de papel también llamados documentos Shōsō-in (正倉院文書). Estos son registros escritos en el lado reverso de los sutra o en el envoltorio de los elementos importados que sobrevivieron como resultado de la reutilización de los documentos oficiales gastados. Los documentos Shōsō-in contribuyen enormemente en la investigación de los sistemas políticos y sociales japoneses del período Nara, de la misma manera muestran el desarrollo de los sistemas japoneses de escritura (tales como el katakana).